# Họ Cá chạch
Họ Cá chạch (tên khoa học Cobitidae) là một họ cá chạch trong Bộ cá chép (Cypriniformes). Các loài trong họ này thường thấy ở các khu vực Eurasia và tại Morocco.

## Các chi
Họ này có khoảng 260 loài được mô tả, gồm các chi:
- Acantopsis van Hasselt, 1823
- Aperioptus Richardson, 1848 [4]
- Bibarba Chen & Chen, 2007
- Canthophrys Swainson, 1838
- Cobitis Linnaeus, 1758
- Koreocobitis Kim, Park & Nalbant, 1997
- Kottelatlimia Nalbant, 1994
- Lepidocephalichthys Bleeker, 1863
- Lepidocephalus Bleeker, 1859
- Microcobitis Bohlen & Harant, 2011
- Misgurnus Lacepède, 1803
- Neoeucirrhichthys Bănărescu & Nalbant, 1968
- Pangio Blyth, 1860
- Paralepidocephalus Tchang, 1935
- Paramisgurnus Dabry de Thiersant, 1872
- Protocobitis Yang & Chen, 1993
- Sabanejewia Vladykov, 1929
- Theriodes Kottelat, 2012